# 神奈川渥美ボクシングジム
神奈川渥美ボクシングジム（かながわあつみボクシングジム）は、神奈川県川崎市川崎区に所在するボクシングジムである。

## 概略
1931年、横浜市中区山田町にて河合鉄也により河合ジムとして設立。
1932年、長者町に移転。終戦後、曙町にて再開。
初代会長亡き後の1966年、その長男である（ジョー・メデルと引き分けた）河合哲朗がジムを引き継ぐ。
1988年、弥生町に移転。1998年6月、ジム閉鎖を余儀なくされるが、11月に磯子区中浜町でオーキッド・カワイ・ボクシングジムとして再出発。2007年春、現職会長の哲朗が68歳で逝去、河合歩美が一親等の特権でオーナーライセンス交付を受けた。旧河合ジムから数えて3代目となる。
2015年、協会非加盟のAGスポーツジムと合流し現名称となり再出発。グリーンツダボクシングクラブOB本田秀伸が会長代行に就任。

## 主な所属プロボクサー

### 世界王者
- 花形進（WBAフライ級、現花形ジム会長）

### 東洋王者
- 高田次郎（フライ級）

### 日本王者
- 伊波政春（ジュニアフライ級）
- スピーデー章（フライ級）
- 三政直（フェザー級、三浦隆司の叔父）
- 吉田秀三（フェザー級）
- 窪倉和嘉（ウェルター級）
- 江刺勝雄（ミドル級）
- ジェームス・キャラハン（ミドル級、イングランド出身）
- 河合丈矢（スーパーウェルター級、河合鉄也の孫）

### 日本ランキング1位＝日本王座指名挑戦者
- イーグル笹脇
- 大橋克行（大橋秀行の兄）：秀行もかつて練習生だった。

## 交通アクセス
- 京急本線・JR南武線八丁畷駅より徒歩5分